# Olga Jensch-Jordan
Olga Jensch-Jordan   (Nuremberg, 13 de març de 1913 - Berlín, 13 de febrer de 2000) va ser una saltadora alemanya, que competir durant la dècada de 1930.
En el seu palmarès destaquen dues medalles d'or en el trampolí de tres metres al Campionat d'Europa de 1931 i 1934. Va disputar dues edicions dels Jocs Olímpics: el 1932 i, 1936, on fou quarta i cinquena respectivament.
Després de retirar-se de la competició es va convertir en una reconeguda entrenadora de salt. El 1948 va co-fundar la Federació Esportiva Alemanya i el 1951 el Comitè Olímpic Nacional de l'Alemanya Oriental.